# 둬다오구

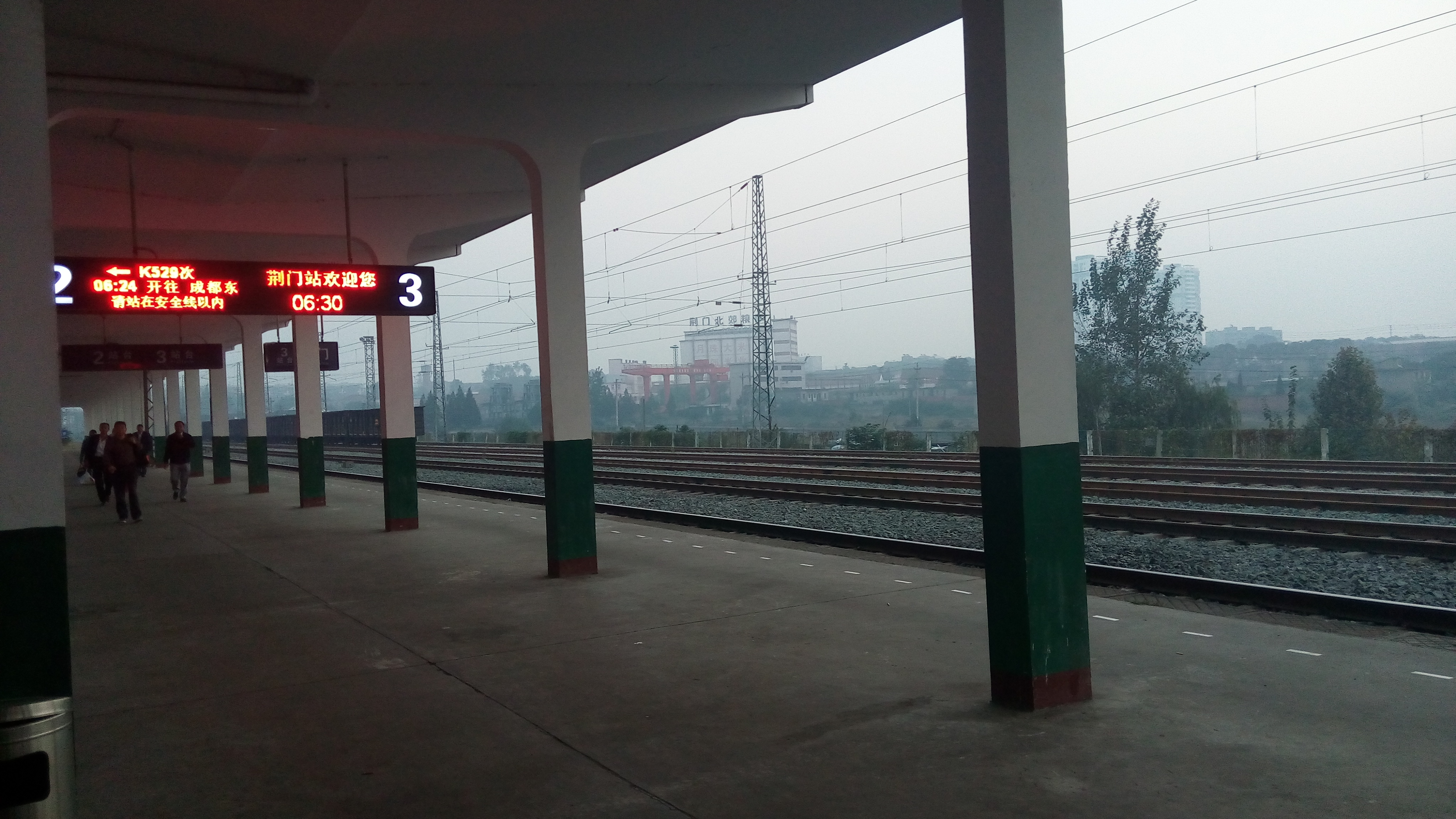

둬다오구(한국어: 철도구, 중국어: 掇刀区, 병음: Duōdāo Qū)는 중화인민공화국 후베이성 징먼 시의 현급 행정구역이다. 넓이는 639km2이고, 인구는 2007년 기준으로 330,000명이다.

## 행정 구역
2개 가도, 2개 진을 관할한다.
- 가도: 掇刀石街道, 白庙街道.
- 진: 团林铺镇, 麻城镇.